# 清水成之
清水 成之（しみず しげゆき、1921年2月20日 - 2002年2月9日）は、日本の元文部省管理局長、国士舘大学・国士舘短期大学学長、学校法人国士舘理事長。

## 来歴・人物
三重県出身。昭和19年（1944年）東京帝国大学法学部政治学科卒業。昭和22年（1947年）高等文官試験行政科合格。昭和63年（1988年）学校法人国士舘理事長就任。
1992年、勲三等旭日中綬章を受章。2002年2月9日、呼吸不全のため死去。

## 要職等
- 三重県自治振興主事
- 同児童福祉課長
- 同社会教育課長
- 文部省管理局福利課長
- 同大学学術局審議官
- 総理府青少年対策本部次長
- 文化庁次長
- 文部大臣官房長
- 文部省管理局長
- 日本私学振興財団常務理事
- 財団法人私立大学退職金財団常務理事
- 学校法人国士舘副理事長
- 国士舘大学・短期大学学長
- 学校法人国士舘理事長